# Uppidamangalam
Uppidamangalam es una ciudad y nagar Panchayat situada en el distrito de Karur en el estado de Tamil Nadu (India). Su población es de 11292 habitantes (2011).

## Demografía
Según el censo de 2011 la población de Uppidamangalam era de 11292 habitantes, de los cuales 5575 eran hombres y 5717 eran mujeres. Uppidamangalam tiene una tasa media de alfabetización del 72,50%, inferior a la media estatal del 80,09%: la alfabetización masculina es del 85,93%, y la alfabetización femenina del 59,57%.